# Phoenicoprocta
Phoenicoprocta é um gênero de traça pertencente à família Arctiidae.